# 小田原れみ
小田原 れみ（おだわら れみ、本名：小田原 伶実（読み同じ）、1990年9月7日 - ）は、スターヒルに所属する日本の女優、ファッションモデル、タレントである。

## 略歴
神奈川県出身。専修大学商学部マーケティング学科卒業。学生時代からドクモカフェに登録し読者モデルとしての活動を行い、2010年には横浜美少女図鑑にも登場したことがある。ちなみにドクモ仲間の一人だった鈴木優美とは今でも仲が良く、鈴木のブログにも度々登場している。
2012年1月25日放送のグータンヌーボで、お笑い芸人と一般女性との3対3の合コン企画「リアル合コン」に、読者モデルつながりの一般女性の1人として出演。我が家の坪倉由幸とカップルが成立していた。
2013年1月、スタイルコーポレーションと契約し「小田原れみ」名義でタレント活動を本格化。同年、Rockford Fosgateイメージガール、スーパー耐久イメージガール「S*CREW」メンバーを兼任した後、2014年2月より、スターヒルに移籍。

## 人物
趣味は服のコーディネート。特技はフラダンス。好きな色はピンク。
姉が1人いる。

## 出演

### ドラマ
- 2017年 関西テレビ「新・ミナミの帝王」第12作 - 司会者役
- 2015年 関西テレビ「アンフェア」 the special『ダブル・ミーニング 〜連鎖』 - 長尾由紀役
- 2015年 時代劇法廷スペシャル〜被告人は坂本龍馬〜（時代劇専門チャンネル） - 千葉さな子役
- 2014年 関西テレビ「新・ミナミの帝王」第7作
- 2014年 「軍師官兵衛」（NHK） - 遊女役
- 2014年 事件救命医2〜IMATの奇跡〜　TV朝日・2014年6月15日 - 指揮本部オペレーター役
- 2014年 ブラック・プレジデント フジTV 11話 - 読者モデル役
- 2014年 奇跡の教室〜その時、仏が舞い降りた！ 日本TV - 生徒役

### テレビ
- 『お願い!ランキング』（テレビ朝日）
- 『『ぷっ』すま』（テレビ朝日）
- 『SmaSTATION!!』（テレビ朝日）
- 『DokumocafeTV』（東京MXテレビ）

### CM
- TVCM森村金属 モリソン eBOARD(イーボード) 2016年4月〜

### 雑誌
- 「Ray」
- 「mina」（主婦の友社）
- 講談社「CanCam」
- 光文社「JJ」
- 宝島社「Sweet」
- マイベストヘア
- 美少女図鑑

### 写真集
- 2013 ツインテール百景

### イベント
- 東京オートサロン「Abflug×PentRoofブース」（2013年1月）
- 東京モーターショー「LEXUSブース」（2013年11月）